# Шпанија на Европском првенству у атлетици на отвореном 2014.
Шпанија је учествовала на Европском првенству у атлетици на отвореном 2014. одржаном у Цириху од 12. до 17. августа. Репрезентацију Шпаније представљало је 73 спортиста (42 мушкараца и 31 жена) који су се такмичили у 40 дисциплине (20 мушких и 20 женских).
У укупном пласману Шпанија је са шест освојених медаља (две златне, једна сребрна и три бронзане) заузела 8. место. Поред тога изједначен је један најбољи светски и европски резултат сезоне, два набоља национална резултата сезоне, оборен је један лични рекорд и остварена су шест најбоља лична резултата сезоне. У табели успешности према броју и пласману такмичара који су учествовали у финалним такмичењима (првих 8 такмичара) Шпанија је са 22 учесника у финалу заузела 6. место са 86 бодова.
| Пл. | Земља   | 1. место | 2. место | 3. место | 4. место | 5. место | 6. место | 7. место | 8. место | Бр. фин. | Бодови |
| --- | ------- | -------- | -------- | -------- | -------- | -------- | -------- | -------- | -------- | -------- | ------ |
| 6.  | Шпанија | 2-16     | 1-7      | 3-18     | 4-20     | 2-8      | 3-9      | 1-2      | 6-6      | 22       | 86     |

## Учесници
| Мушкарци: - Едуард Вилес — 100 м, 4 х 100 м - Анхел Давид Родригез — 100 м - Серхио Руиз — 200 м, 4 х 100 м - Самјуел Гарсија — 400 м, 4 х 400 м - Кевин Лопез — 800 м - Луис Алберто Марко — 800 м - Адел Мешал — 1.500 м - Мануел Олмедо — 1.500 м - Давид Бустос — 1.500 м - Хесус Еспања — 5.000 м - Антонио Абадиа — 5.000 м - Роберто Алаиз — 5.000 м - Мануел Анхел Пенас — 10.000 м - Хавијер Гера — Маратон - Серђо Фернандез — 400 м препоне - Виктор Гарсија — 3.000 м препреке - Анхел Муљера — 3.000 м препреке - Себастијан Мартос — 3.000 м препреке - Иван Хесус Рамос — 4 х 100 м - Adrià Burriel — 4 х 100 м - Пау Фрадера — 4 х 400 м - Lucas Bua — 4 х 400 м - Марк Ујакпор — 4 х 400 м - Jesús Perez — 4 х 400 м - Luis Alberto Amezcua — 20 км ходање - Мигел Анхел Лопез — 20 км ходање - Алваро Мартин — 20 км ходање - Francisco Arcilla — 50 км ходање - Jesús Ángel García — 50 км ходање - Didac Salas — Скок мотком - Игор Бичков — Скок мотком - Luis Felipe Meliz — Скок удаљ - Еусебио Касерес — Скок удаљ - Жан Мари Окуту — Скок удаљ - Хорхе Химено — Троскок - Пабло Торихос — Троскок - Борха Вивас — Бацање кугле - Јиосер Толедо — Бацање кугле - Карлос Тобалина — Бацање кугле - Франк Касањас — Бацање диска - Марио Пестано — Бацање диска - Хавијер Сјенфуегос — Бацање кладива | Жене: - Естела Гарсија — 100 м, 4 х 100 м - Индира Тереро — 400 м - Аури Лорена Бокеса — 400 м - Khadija Rahmouni — 800 м - Исабел Масијас — 1.500 м - Нурија Френандез — 5.000 м - Паула Гонзалес — 5.000 м - Хема Барачина — 10.000 м - Долорес Чека — 10.000 м - Лидија Родригез — 10.000 м - Алесандра Агилар — Маратон - Каридад Херез — 100 м препоне, 4 х 100 м - Лаура Сотомајор — 400 м препоне - Тереса Урбина — 3.000 м препреке - Дијана Мартин — 3.000 м препреке - Maria Isabel Pérez — 4 х 100 м - Алба Фернандез — 4 х 100 м - Pérez Cristina Lara — 4 х 100 м - Ракел Гонзалез — 20 км ходање - Беатриз Пасквал — 20 км ходање - Марија Хосе Повес — 20 км ходање - Рут Беитија — Скок увис - Naroa Agirre — Скок мотком - Juliet Itoya — Скок удаљ - Марија дел мар Ховер — Скок удаљ - Рут Ндумбе — Троскок - Патрисија Сарапио — Троскок - Урсула Руиз — Бацање кугле - Сабина Асенхо — Бацање диска - Берта Кастељс — Бацање кладива - Мерседес Чиља — Бацање копља |  |

## Освајачи медаља (6)

### Злато (2)
| - Мигел Анхел Лопез — 20 км ходање | - Рут Беитија — Скок увис |

### Сребро (1)
- Борха Вивас — Бацање кугле

### Бронза (3)
| - Анхел Мулера — 3.000 м препрека | - Индира Тереро — 400 м - Дијана Мартин — 3.000 м препрека |

## Резултати

### Мушкарци
| Атлетичар            | Дисциплина       | Лични рекорд | Квалификације      | Квалификације      | Полуфинале            | Полуфинале            | Финале                | Финале               | Детаљи |
| Атлетичар            | Дисциплина       | Лични рекорд | Резултат           | Место              | Резултат              | Место                 | Резултат              | Место                | Детаљи |
| -------------------- | ---------------- | ------------ | ------------------ | ------------------ | --------------------- | --------------------- | --------------------- | -------------------- | ------ |
| Едуард Вилес         | 100 м            | 10,29        | 10,57              | 3. у гр. 3         | Није се квалификовао  | Није се квалификовао  | Није се квалификовао  | 31 / 36 (37)         |        |
| Анхел Давид Родригез | 100 м            | 10,14 НР     | 10,44 КВ           | 4. у гр. 4         | 10,76                 | 8. у гр. 2            | Нису се квалификовали | 22 / 36 (37)         |        |
| Серхио Руиз          | 200 м            | 20,51        | 20,73 кв           | 5. у гр. 1         | 20,85                 | 8. у гр. 1            | Нису се квалификовали | 15 / 31 (32)         |        |
| Самјуел Гарсија      | 400 м            | 45,50        | 45,80 КВ           | 2. у гр. 5         | 45,58 КВ              | 2. у гр. 2            | 46,35                 | 7 / 40               |        |
| Кевин Лопез          | 800 м            | 1:43,74 НР   | 1:47,93 КВ         | 2. у гр. 1         | 1:48,90               | 8. у гр. 1            | Није се квалификовао  | 14 / 34              |        |
| Луис Алберто Марко   | 800 м            | 1:45,14      | 1:50,07            | 8. у гр. 4         | Није се квалификовао  | Није се квалификовао  | Није се квалификовао  | 29 / 34              |        |
| Адел Мешал           | 1.500 м          | 3:36,78      | 3:47,60            | 13. у гр. 1        |                       |                       | Није се квалификовао  | 25 / 31 (32)         |        |
| Мануел Олмедо        | 1.500 м          | 3:34,44      | 3:40,48            | 7. у гр. 2         | 16 / 31 (32)          |                       | Није се квалификовао  |                      |        |
| Давид Бустос         | 1.500 м          | 3:33,47      | 4:21,39 кв         | 15. у гр. 2        | 3:46,92               | 6 / 31 (32)           |                       |                      |        |
| Хесус Еспања         | 5.000 м          | 13:04,73     |                    |                    |                       |                       | 14:14,57              | 11 / 16              |        |
| Антонио Абадиа       | 5.000 м          | 13:30,91     | 14:11,89           | 8 / 16             |                       |                       |                       |                      |        |
| Роберто Алаиз        | 5.000 м          | 13:38,89     | 14:11,47           | 6 / 16             |                       |                       |                       |                      |        |
| Мануел Анхел Пенас   | 10.000 м         | 27:58,76     | Није завршио трку  | Није завршио трку  |                       |                       |                       |                      |        |
| Хавијер Гера         | Маратон          | 2:12:21      | 2:12:32            | 4 / 72             |                       |                       |                       |                      |        |
| Серђо Фернандез      | 400 м препоне    | 49,90        | 50,89              | 5. у гр. 5         | Није се квалификовао  | Није се квалификовао  | Није се квалификовао  | 27 / 30 (32)         |        |
| Виктор Гарсија       | 3.000 м препреке | 8:15,20      | Није завршио трку  | Није завршио трку  |                       |                       | Није се квалификовао  | Није се квалификовао |        |
| Анхел Муљера         | 3.000 м препреке | 8:13,71      | 8:36,33 кв, ЛРС    | 8. у гр. 2         | 8:29,16 ЛРС           |                       |                       |                      |        |
| Себастијан Мартос    | 3.000 м препреке | 8:18,31      | 8:34,35 кв         | 7. у гр. 2         | 8:30,08               | 4 / 27 (28)           |                       |                      |        |
| Едуард Вилес²        | 4 х 100 м        | 38,46 НР     | Нису завршили трку | Нису завршили трку | Нису се квалификовали | Нису се квалификовали |                       |                      |        |
| Серхио Руиз²         | 4 х 100 м        | 38,46 НР     | Нису завршили трку | Нису завршили трку | Нису се квалификовали | Нису се квалификовали |                       |                      |        |
| Иван Хесус Рамос     | 4 х 100 м        | 38,46 НР     | Нису завршили трку | Нису завршили трку | Нису се квалификовали | Нису се квалификовали |                       |                      |        |
| Adrià Burriel        | 4 х 100 м        | 38,46 НР     | Нису завршили трку | Нису завршили трку | Нису се квалификовали | Нису се квалификовали |                       |                      |        |
| Пау Фрадера*         | 4 х 400 м        | 3:01,42 НР   | 3:04,68 НРС        | 5. у гр. 2         | Нису се квалификовали | 9 / 15 (16)           |                       |                      |        |
| Самуел Гарсија²      | 4 х 400 м        | 3:01,42 НР   | 3:04,68 НРС        | 5. у гр. 2         | Нису се квалификовали | 9 / 15 (16)           |                       |                      |        |
| Lucas Bua²           | 4 х 400 м        | 3:01,42 НР   | 3:04,68 НРС        | 5. у гр. 2         | Нису се квалификовали | 9 / 15 (16)           |                       |                      |        |
| Марк Ујакпор²        | 4 х 400 м        | 3:01,42 НР   | 3:04,68 НРС        | 5. у гр. 2         | Нису се квалификовали | 9 / 15 (16)           |                       |                      |        |
| Jesús Perez*         | 4 х 400 м        | 3:01,42 НР   | 3:04,68 НРС        | 5. у гр. 2         | Нису се квалификовали | 9 / 15 (16)           |                       |                      |        |
| Luis Alberto Amezcua | 20 км ходање     | 1:22:19      |                    |                    |                       |                       | 1:22:26               | 10 / 34              |        |
| Мигел Анхел Лопез    | 20 км ходање     | 1:19:21      | 1:19:44            |                    |                       |                       |                       |                      |        |
| Алваро Мартин        | 20 км ходање     | 1:20:39      | 1:21:41            | 4 / 34             |                       |                       |                       |                      |        |
| Francisco Arcilla    | 50 км ходање     | 3:58:00      | 4:00:57            | 21 / 35            |                       |                       |                       |                      |        |
| Jesús Ángel García   | 50 км ходање     | 3:39:44      | 3:45:41 ЛРС        | 8 / 35             |                       |                       |                       |                      |        |
| Didac Salas          | Скок мотком      | 5,60         | Без пласмана       | Без пласмана       |                       |                       | Није се квалификовао  | Није се квалификовао |        |
| Игор Бичков          | Скок мотком      | 5,65         | 5,30               | 11. у гр. Б        | Нису се квалификовали | 17 / 21 (29)          |                       |                      |        |
| Luis Felipe Meliz    | Скок удаљ        | 8,43         | 6,85               | 13. у гр. А        | Нису се квалификовали | 28 / 29 (30)          |                       |                      |        |
| Еусебио Касерес      | Скок удаљ        | 8,37         | 8,05 КВ            | 2. у гр. Б         | 8,11                  | 4 / 29 (30)           |                       |                      |        |
| Жан Мари Окуту       | Скок удаљ        | 8,01         | 7,64               | 11. у гр. Б        | Нису се квалификовали | 20 / 29 (30)          |                       |                      |        |
| Хорхе Химено         | Троскок          | 16,61        | 15,98              | 9. у гр. А         | Нису се квалификовали | 17 / 21 (23)          |                       |                      |        |
| Пабло Торихос        | Троскок          | 16,87        | 16,66 КВ           | 4. у гр. Б         | 16,56                 | 8 / 21 (23)           |                       |                      |        |
| Борха Вивас          | Бацање кугле     | 21,01        | 20,53 КВ           | 1. у гр. А         | 20,86                 |                       |                       |                      |        |
| Јиосер Толедо        | Бацање кугле     | 20,25        | 19,59              | 7. у гр. А         | Није се квалификовао  | 15 / 23               |                       |                      |        |
| Карлос Тобалина      | Бацање кугле     | 20,32        | 20,06 кв           | 6. у гр. Б         | 20,04                 | 9 / 23                |                       |                      |        |
| Франк Касањас        | Бацање диска     | 67,30        | 62,32 кв           | 4. у гр. А         | 61,47                 | 8 / 26 (30)           |                       |                      |        |
| Марио Пестано        | Бацање диска     | 69,50 НР     | 62,10 кв           | 7. у гр. Б         | 62,31                 | 6 / 26 (30)           |                       |                      |        |
| Хавијер Сјенфуегос   | Бацање кладива   | 76,71 НР     | 72,55              | 7. у гр. А         | Није се квалификовао  | 15 / 21 (22)          |                       |                      |        |

 *Такмичар у штафети означен звездицом био је резерве а такмичари означени бројем учествовали су и у појединачним дисциплинама 

### Жене
| Атлетичарка          | Дисциплина       | Лични рекорд | Квалификације      | Квалификације      | Полуфинале            | Полуфинале            | Финале                | Финале                | Детаљи |
| Атлетичарка          | Дисциплина       | Лични рекорд | Резултат           | Место              | Резултат              | Место                 | Резултат              | Место                 | Детаљи |
| -------------------- | ---------------- | ------------ | ------------------ | ------------------ | --------------------- | --------------------- | --------------------- | --------------------- | ------ |
| Естела Гарсија       | 100 м            | 11,42        | 11,72              | 7. у гр. 5         | Није се квалификовала | Није се квалификовала | Није се квалификовала | 29 / 36 (37)          |        |
| Индира Тереро        | 400 м            | 50,98        | 51,62 КВ, ЛРС      | 1. у гр. 1         | 52,07 КВ              | 1. у гр. 1            | 51,38 ЛРС             |                       |        |
| Аури Лорена Бокеса   | 400 м            | 51,66        | 51,86 КВ           | 3. у гр. 3         | 51,84 КВ              | 5. у гр. 3            | 52,39                 | 8 / 36 (37)           |        |
| Khadija Rahmouni     | 800 м            | 2:01,74      | 2:08,09            | 7. у гр. 3         | Нису се квалификовале | Нису се квалификовале | Нису се квалификовале | 27 / 29 (30)          |        |
| Исабел Масијас       | 1.500 м          | 4:04,84      | 4:17,76            | 11. у гр. 1        | Нису се квалификовале | Нису се квалификовале | Нису се квалификовале | 23 / 25               |        |
| Нурија Френандез     | 5.000 м          | 15:31,02     |                    |                    |                       |                       | 15:35,59              | 6 / 16 (17)           |        |
| Паула Гонзалес       | 5.000 м          | 15:37,62     | 16:24,58           | 16 / 16 (17)       |                       |                       |                       |                       |        |
| Хема Барачина        | 10.000 м         | 31:54,64     | 33:24,65           | 18 / 24 (26)       |                       |                       |                       |                       |        |
| Долорес Чека         | 10.000 м         | 32:22,21     | Није стартовала    | Није стартовала    |                       |                       |                       |                       |        |
| Лидија Родригез      | 10.000 м         | 32:38,25     | 33:17,39           | 17 / 24 (26)       |                       |                       |                       |                       |        |
| Алесандра Агилар     | Маратон          | 2:27:00      | Није завршила трку | Није завршила трку |                       |                       |                       |                       |        |
| Каридад Херез        | 100 м препоне    | 13,09        | 13,23              | 4. у гр. 1         | Нису се квалификовале | Нису се квалификовале | Нису се квалификовале | 21 / 30 (31)          |        |
| Лаура Сотомајор      | 400 м препоне    | 57,06        | 57,54              | 5. у гр. 1         | Нису се квалификовале | Нису се квалификовале | Нису се квалификовале | 17 / 24 (26)          |        |
| Тереса Урбина        | 3.000 м препреке | 9:41,95      | Није завршила трку | Није завршила трку |                       |                       | Није се квалификовала | Није се квалификовала |        |
| Дијана Мартин        | 3.000 м препреке | 9:33,02      | 9:52,63 КВ         | 5. у гр. 2         | 9:30,70 ЛР            |                       |                       |                       |        |
| Maria Isabel Pérez   | 4 х 100 м        | 43,45 НР     | 44,68 НРС          | 8. у гр. 1         | Нису се квалификовале | 14 / 15 (16)          |                       |                       |        |
| Алба Фернандез       | 4 х 100 м        | 43,45 НР     | 44,68 НРС          | 8. у гр. 1         | Нису се квалификовале | 14 / 15 (16)          |                       |                       |        |
| Естела Гарсија       | 4 х 100 м        | 43,45 НР     | 44,68 НРС          | 8. у гр. 1         | Нису се квалификовале | 14 / 15 (16)          |                       |                       |        |
| Cristina Lara        | 4 х 100 м        | 43,45 НР     | 44,68 НРС          | 8. у гр. 1         | Нису се квалификовале | 14 / 15 (16)          |                       |                       |        |
| Ракел Гонзалез       | 20 км ходање     | 1:28:36      |                    |                    |                       |                       | 1:30:03               | 10 / 25 (29)          |        |
| Беатриз Пасквал      | 20 км ходање     | 1:27:44      | 1:29:02 ЛРС        | 8 / 25 (29)        |                       |                       |                       |                       |        |
| Марија Хосе Повес    | 20 км ходање     | 1:28:15      | 1:32:02            | 16 / 25 (29)       |                       |                       |                       |                       |        |
| Рут Беитија          | Скок увис        | 2,02 НР      | 1,89 кв            | 1. у гр. А         |                       |                       | 2,01 =СРС, =ЕРС       |                       |        |
| Naroa Agirre         | Скок мотком      | 4,51 НР      | 4,35               | 10. у гр. Б        | Нису се квалификовале | 16 / 27 (29)          |                       |                       |        |
| Juliet Itoya         | Скок удаљ        | 6,64         | 6,20               | 11. у гр. А        | Нису се квалификовале | 21 / 27 (28)          |                       |                       |        |
| Марија дел мар Ховер | Скок удаљ        | 6,78         | 6,36               | 7. у гр. Б         | Нису се квалификовале | 14 / 27 (28)          |                       |                       |        |
| Рут Ндумбе           | Троскок          | 14,15        | 14,01 кв           | 2. у гр. А         | 14,14                 | 4 / 23                |                       |                       |        |
| Патрисија Сарапио    | Троскок          | 14,00        | 13,41              | 9. у гр. Б         | Нису се квалификовале | 17 / 23               |                       |                       |        |
| Урсула Руиз          | Бацање кугле     | 17,99        | 15,79              | 14.                | Нису се квалификовале | 14 / 16               |                       |                       |        |
| Сабина Асенхо        | Бацање диска     | 58,65        | Без пласмана       | Без пласмана       | Нису се квалификовале | Нису се квалификовале |                       |                       |        |
| Берта Кастељс        | Бацање кладива   | 69,59 НР     | Без пласмана       | Без пласмана       | Нису се квалификовале | Нису се квалификовале |                       |                       |        |
| Мерседес Чиља        | Бацање копља     | 64,07 НР     | 57,82 КВ           | 6. у гр. Б         | 57,91                 | 10 / 22               |                       |                       |        |